# Thuiaria operculata
Thuiaria operculata är en nässeldjursart som beskrevs av Watson 2000. Thuiaria operculata ingår i släktet Thuiaria och familjen Sertulariidae. Inga underarter finns listade i Catalogue of Life.